# Alcyonium fungiforme
Alcyonium fungiforme är en korallart som beskrevs av Tixier-Durivault 1954. Alcyonium fungiforme ingår i släktet Alcyonium och familjen läderkoraller. Inga underarter finns listade i Catalogue of Life.